# David Hislop (Fußballspieler)
David Hislop (Lebensdaten unbekannt) war ein schottischer Fußballspieler.

## Karriere
David Hislop spielte in seiner Fußballkarriere mindestens in den Jahren 1890 und 1891 für den damaligen schottischen Erstligisten, die Glasgow Rangers. Sein Debüt für die Rangers gab er am 18. August 1890, am 1. Spieltag der Saison 1890/91 bei einem 5:2-Heimsieg über Heart of Midlothian. Im September 1890 schoss er sein erstes Tor, als er bei einer 1:5-Niederlage gegen den FC Dumbarton traf. Hislop absolvierte in der Saison 1890/91 insgesamt 18 Ligaspiele und erzielte neun Tore. Die Saison beendeten die Rangers als Schottischer Meister.

## Erfolge
mit den Glasgow Rangers
- Schottischer Meister (1): 1891